# Felnémet nyelvek
A felnémet nyelvek a germán nyelvek nyugati ágába tartozó, a középső és déli német nyelvterületen kialakult nyelvváltozatok. A nyelvészet a "Hochdeutsch", azaz "felnémet" szót földrajzi értelemben használja: a hoch szó a német nyelvterület déli, magasan fekvő részeire utal, az északi, alacsonyan fekvő, platt területekkel szemben, ahol viszont az alnémet, azaz a "Plattdeutsch" alakult ki. A "Hochdeutsch" kifejezés tehát a nyelvészetben egyrészt értéksemleges (nem bír "irodalmi német", vagy "művelt német" jelentéssel), másrészt a német nyelveknek egy egész csoportjára, s nem egyetlen változatára utal.
A felnémet nyelvek családfája:
- Nyugati germán nyelvek
  - Déli csoport
    - felnémet
      - német
      - jiddis
      - luxemburgi
      - pennsylvaniai német (pennsilfaanisch)

A felnémet nyelvek közé tehát négy önálló nyelvet sorolunk: német, jiddis, luxemburgi és pennsylvaniai német. A német nyelv a német irodalmi nyelven kívül (standard német) további dialektusokra tagolódik: ripuari, mózeli frank, rajnai frank, szász (keleti középnémet), bajor, sváb és alemann.